# Wilków (gromada w powiecie grójeckim)
Wilków – dawna gromada, czyli najmniejsza jednostka podziału terytorialnego Polskiej Rzeczypospolitej Ludowej w latach 1954–1972.
Gromady, z gromadzkimi radami narodowymi (GRN) jako organami władzy najniższego stopnia na wsi, funkcjonowały od reformy reorganizującej administrację wiejską przeprowadzonej jesienią 1954 do momentu ich zniesienia z dniem 1 stycznia 1973, tym samym wypierając organizację gminną w latach 1954–1972.
Gromadę Wilków z siedzibą GRN w Wilkowie (obecnie są to dwie wsie: Wilków Pierwszy i Wilków Drugi) utworzono – jako jedną z 8759 gromad – w powiecie grójeckim w woj. warszawskim, na mocy uchwały nr VI/10/5/54 WRN w Warszawie z dnia 5 października 1954. W skład jednostki weszły obszary dotychczasowych gromad Annopol, Bolesławiec Leśny, Jadwigów, Wilków I i Wilków II ze zniesionej gminy Lipie oraz obszary dotychczasowych gromad Łaszczyn i Załuski ze zniesionej gminy Błędów w tymże powiecie. Dla gromady ustalono 17 członków gromadzkiej rady narodowej.
29 lutego 1956 z gromady Wilków wyłączono część wsi Janki włączając ją do gromady Błędów w tymże powiecie.´
1 stycznia 1958 do gromady Wilków przyłączono wsie Bronisławów, Franciszków, Jakubów, Kacperówka, Stanisławów Zalewski, Wilcze Średnie, Zalesie i Zalesinek oraz kolonie Józefowo, Krzyżanówka, Michałówka, Matyjasówka, Trojanówka, Wojciechóka i Wilcze Średnie ze zniesionej gromady Zalesie w tymże powiecie.
31 grudnia 1959 1 stycznia 1960 do gromady Wilków przyłączono wsie Błogosław, Śmiechówek i Wólka Gołowska ze znoszonej gromady Gołosze w tymże powiecie (wykreślone zmiany retroaktywnie uchylone uchwałami z 25 lutego 1960).
Gromada przetrwała do końca 1972 roku, czyli do kolejnej reformy gminnej.